# 1985年のビルボード・ホット100による1位のシングル一覧
これは、1985年のビルボード・ホット100による1位のシングル一覧である。1985年の最も長く1位に輝いたシングルはUSAフォー・アフリカによる「ウィ・アー・ザ・ワールド」とライオネル・リッチーによる「セイ・ユー、セイ・ミー」であり、どちらも4週間1位となった。「セイ・ユー、セイ・ミー」は、1985年に2週間、1986年に2週間1位となり、合計で4週間トップとなった。
| 発表日   | 曲                                   | アーティスト                           | 出典   |
| -------- | ------------------------------------ | -------------------------------------- | ------ |
| 1月5日   | "ライク・ア・ヴァージン"             | マドンナ                               | [ 1 ]  |
| 1月12日  | "ライク・ア・ヴァージン"             | マドンナ                               | [ 2 ]  |
| 1月19日  | "ライク・ア・ヴァージン"             | マドンナ                               | [ 3 ]  |
| 1月26日  | "ライク・ア・ヴァージン"             | マドンナ                               | [ 4 ]  |
| 2月2日   | "アイ・ウォナ・ノウ"                 | フォリナー                             | [ 5 ]  |
| 2月9日   | "アイ・ウォナ・ノウ"                 | フォリナー                             | [ 6 ]  |
| 2月16日  | "ケアレス・ウィスパー"               | ワム!、ジョージ・マイケル              | [ 7 ]  |
| 2月23日  | "ケアレス・ウィスパー"               | ワム!、ジョージ・マイケル              | [ 8 ]  |
| 3月2日   | "ケアレス・ウィスパー"               | ワム!、ジョージ・マイケル              | [ 9 ]  |
| 3月9日   | "涙のフィーリング"                   | REOスピードワゴン                      | [ 10 ] |
| 3月16日  | "涙のフィーリング"                   | REOスピードワゴン                      | [ 11 ] |
| 3月23日  | "涙のフィーリング"                   | REOスピードワゴン                      |        |
| 3月30日  | "ワン・モア・ナイト"                 | フィル・コリンズ                       | [ 12 ] |
| 4月6日   | "ワン・モア・ナイト"                 | フィル・コリンズ                       | [ 13 ] |
| 4月13日  | "ウィ・アー・ザ・ワールド"           | USAフォー・アフリカ                    | [ 14 ] |
| 4月20日  | "ウィ・アー・ザ・ワールド"           | USAフォー・アフリカ                    | [ 15 ] |
| 4月27日  | "ウィ・アー・ザ・ワールド"           | USAフォー・アフリカ                    | [ 16 ] |
| 5月4日   | "ウィ・アー・ザ・ワールド"           | USAフォー・アフリカ                    | [ 17 ] |
| 5月11日  | "クレイジー・フォー・ユー"           | マドンナ                               | [ 18 ] |
| 5月18日  | "ドント・ユー"                       | シンプル・マインズ                     | [ 19 ] |
| 5月25日  | "恋のかけひき"                       | ワム!                                  | [ 20 ] |
| 6月1日   | "恋のかけひき"                       | ワム!                                  | [ 21 ] |
| 6月8日   | "ルール・ザ・ワールド"               | ティアーズ・フォー・フィアーズ         | [ 22 ] |
| 6月15日  | "ルール・ザ・ワールド"               | ティアーズ・フォー・フィアーズ         | [ 23 ] |
| 6月22日  | "ヘヴン"                             | ブライアン・アダムス                   | [ 24 ] |
| 6月29日  | "ヘヴン"                             | ブライアン・アダムス                   | [ 25 ] |
| 7月6日   | "ススーディオ"                       | フィル・コリンズ                       | [ 26 ] |
| 7月13日  | "007 美しき獲物たち"                 | デュラン・デュラン                     | [ 27 ] |
| 7月20日  | "007 美しき獲物たち"                 | デュラン・デュラン                     | [ 28 ] |
| 7月27日  | "エブリタイム・ユー・ゴー・アウェイ" | ポール・ヤング                         | [ 29 ] |
| 8月3日   | "シャウト"                           | ティアーズ・フォー・フィアーズ         | [ 30 ] |
| 8月10日  | "シャウト"                           | ティアーズ・フォー・フィアーズ         | [ 31 ] |
| 8月17日  | "シャウト"                           | ティアーズ・フォー・フィアーズ         | [ 32 ] |
| 8月24日  | "パワー・オブ・ラヴ"                 | ヒューイ・ルイス&ザ・ニュース          | [ 33 ] |
| 8月31日  | "パワー・オブ・ラヴ"                 | ヒューイ・ルイス&ザ・ニュース          | [ 34 ] |
| 9月7日   | "セント・エルモス・ファイアー"       | ジョン・パー                           |        |
| 9月14日  | "セント・エルモス・ファイアー"       | ジョン・パー                           | [ 35 ] |
| 9月21日  | "マネー・フォー・ナッシング"         | ダイアー・ストレイツ                   | [ 36 ] |
| 9月28日  | "マネー・フォー・ナッシング"         | ダイアー・ストレイツ                   | [ 37 ] |
| 10月5日  | "マネー・フォー・ナッシング"         | ダイアー・ストレイツ                   | [ 38 ] |
| 10月12日 | "Oh, シーラ"                         | レディ・フォー・ザ・ワールド           | [ 39 ] |
| 10月19日 | "テイク・オン・ミー"                 | A-ha                                   | [ 40 ] |
| 10月26日 | "すべてをあなたに"                   | ホイットニー・ヒューストン             | [ 41 ] |
| 11月2日  | "パートタイム・ラヴァー"             | スティーヴィー・ワンダー               | [ 42 ] |
| 11月9日  | "マイアミ・バイス・テーマ"           | ヤン・ハマー                           | [ 43 ] |
| 11月16日 | "シスコはロックシティ"               | スターシップ                           | [ 44 ] |
| 11月23日 | "シスコはロックシティ"               | スターシップ                           | [ 45 ] |
| 11月30日 | "セパレート・ライヴス"               | フィル・コリンズ、マリリン・マーティン | [ 46 ] |
| 12月7日  | "ブロウクン・ウィングズ"             | Mr.ミスター                            | [ 47 ] |
| 12月14日 | "ブロウクン・ウィングズ"             | Mr.ミスター                            | [ 48 ] |
| 12月21日 | "セイ・ユー、セイ・ミー"             | ライオネル・リッチー                   | [ 49 ] |
| 12月28日 | "セイ・ユー、セイ・ミー"             | ライオネル・リッチー                   | [ 50 ] |